# Rhizophora stylosa
Rhizophora stylosa Griff., 1854 è una pianta della famiglia Rhizophoraceae, costituente delle mangrovie costiere dell'oceano Indiano e del Pacifico sud-occidentale.